# 3号弗吉尼亚州州道

在維吉尼亞州的位置

維吉尼亞州3號公路是美國維吉尼亞州的一條公路，長155哩，兩端為考佩普（Culpeper）與格洛斯特（Gloucester），常被稱為。

## 主要支線
- 美國國道29（考佩普）
- 美國國道522（考佩普）
- 美國國道1（弗雷德里克堡，Fredericksburg）
- 美國國道17（弗雷德里克堡、格洛斯特）
- 美國國道301（佐治王郡，King George County）
- 美國國道360（華沙）
- 95號州際高速公路（弗雷德里克斯堡）
- 維吉尼亞州33號公路
- 維吉尼亞州14號公路（格洛斯特）